# 川口莉奈
川口莉奈（日语：／，11月24日—）是日本的女性聲優，琦玉縣出身，隸屬於青二製作。

## 經歷
2021年川口莉奈在「偶像大師系列」的《偶像大師 閃耀色彩》中被選為偶像角色。在同年播出的網路動畫《終末的女武神》中，川口莉奈首次為動畫作品中的主要角色瑞吉蕾芙配音。

## 演出作品
粗體字為主要角色。

### 電視動畫
2019年
- 美妙射擊部（學生）

2020年
- 鬼太郎（第6作）（女子）
- 阿薩里爾 未來的民間故事（2020年—2025年、使用人、六女）－2系列
- 噴嚏大魔王2020（スタッフ）
- 櫻桃小丸子（台風姊）
- ONE PIECE（2020年—2022年、男子、孩子、町民、藝者、遊女、部下）

2021年
- 數碼寶貝幽靈遊戲（2021年—2022年、女高中生、薯條獸、女子）

2022年
- RPG不動產（孩子）
- 舞伎家的料理人（舞伎）
- 忍之一時（女學生D）
- 森林家族（2022年—2023年）－2系列

2023年
- 在地下城尋求邂逅是否搞錯了什麼IV 深章 厄災篇（ ）
- 關於我在無意間被隔壁的天使變成廢柴這件事（女學生）
- 絆之Allele（Quan ）－2系列
- 和山田談場Lv999的戀愛（女學生）
- 黑暗集會（神代愛依）

2024年
- 愚蠢天使與惡魔共舞（女學生1）
- 公主殿下，「拷問」的時間到了（パンダ）
- 青春之箱
- 魔王2099（あけび）

2025年
- 灰色：幻影扳機（小學生A、小學生）
- 青春特調蜂蜜檸檬蘇打（りの）
- WITCH WATCH 魔女守護者（若月妮可）
- 秘密的偶像公主

### 劇場動畫
- 劇場版美少女戰士Eternal（2021年，女子）
- 劇場版美少女戰士Cosmos（2023年）

### 網路動畫
- 終末的女武神（2021年，瑞吉蕾芙[12]）
- 聖燈傳說 The Fateful Crossroad（2022年）
- Shenmue the Animation（2022年，和泉）
- 聖鬥士星矢：黃道十二宮戰士（2023年，孩子2）
- HELLO OSAKA（2023年，秋葉取夢）

## 腳註

## 外部連結
- 川口 莉奈｜株式会社青二プロダクション（日語）
- 川口莉奈的X（前Twitter）